# Петрова, Валерия Андреевна
Валерия Андреевна Петрова (27 апреля 1996, Улан-Удэ) — российская профессиональная баскетболистка. Кандидат в мастера спорта.

## Карьера
Воспитанница «Спарты энд К». Также выступала в системах курского «Динамо» и ногинского «Спартака». За красно-белых провела два сезона в Премьер-Лиге. Затем баскетболистка ушла в Суперлигу-2, позднее переименованную в Высшую лигу. В 2021 году вернулась в элиту, перебравшись из пензенской «Юности» в стан действующего обладателя Кубка России — оренбургской «Надежды». За основной состав команды Петрова провела пять матчей: четыре в Кубке России и один — в Премьер-Лиге.
В начале 2022 года баскетболистка оказалась в казахстанском «Каспие». По итогам чемпионата 2022/23 в Национальной лиге она стала вторым снайпером команды, в среднем за матч набирая по 11.3 очка и совершая по 7.1 подбора.
Летом 2023 года вернулась в Россию и перешла в ивановскую «Энергию» из Суперлиги, в которой Петрова ранее еще не выступала. Однако после окончания сезона оранжево-черные не стали продлевать с ней контракт.

## Достижения
- Бронзовый призер Чемпионата Казахстана (1): 2021/22[8].